# Agymnastus
Agymnastus is een geslacht van rechtvleugeligen uit de familie veldsprinkhanen (Acrididae). De wetenschappelijke naam van dit geslacht is voor het eerst geldig gepubliceerd in 1897 door Scudder.

## Soorten
Het geslacht Agymnastus omvat de volgende soorten:
- Agymnastus ingens Scudder, 1877
- Agymnastus venerabilis Rentz, 1978